# Pat Benatar
Pat Benatar, vero nome Patricia Mae Andrzejewski (New York, 10 gennaio 1953), è una cantautrice statunitense.
Vincitrice di quattro premi Grammy Award, Pat Benatar è un'affermata cantante e cantautrice rock con hit internazionali come Love Is a Battlefield, Hit Me with Your Best Shot, We Belong e Heartbreaker. Il suo successo è avvenuto perlopiù negli Stati Uniti degli anni ottanta secondo la RIAA.
Inoltre Pat Benatar è stata la seconda ad apparire su MTV: apparve con il video You Better Run, il secondo trasmesso nella storia dell'emittente, subito dopo Video Killed the Radio Star dei Buggles.

## Biografia
Pat Benatar nacque a Brooklyn da una famiglia polacco-irlandese e trascorse i primi anni a Lindenhurst, New York. Incominciò studiando canto e canto lirico, seguendo le orme della madre. Si diplomò alla Lindenhurst High School nel 1971 e l'anno seguente sposò Dennis T. Benatar, il fidanzato incontrato alla scuola superiore, assumendo così il cognome con cui sarebbe diventata in futuro famosa. Insieme al marito si trasferì a Richmond in Virginia dove trovò un lavoro come impiegata in banca esibendosi al contempo la sera come cantante in un night-club. Nel 1975 la coppia si ritrasferì a New York, dove poco dopo divorziò.
Cominciò allora a cercare seriamente di trovare il successo professionale come cantante. Nel 1977 fu scoperta durante una competizione per artisti dilettanti nel club Catch a Rising Star di New York. Dopo essersi esibita con successo al club numerose volte, riuscì finalmente a trovare il giusto personaggio da portare sul palco grazie a uno stravagante costume di Halloween che decise di indossare praticamente per scherzo. La cantante in varie interviste ha raccontato come avesse subito compreso il nuovo impatto ottenuto sul pubblico: "The crowd was always polite, but this time they went out of their minds. It was the same songs, sung the same way, and I thought, 'Oh my god... it's these clothes and this dog! (Il pubblico era sempre stato tranquillo ma quella volta sembravano impazziti! Si trattava della stessa canzone e la cantavo nello stesso modo, così ho pensato 'Oh mio dio… è per via di questi vestiti e di questo cane!')" Grazie a quella performance ottenne un contratto discografico dal manager e fondatore della Chrysalis Records, Terry Ellis.
Convolò poi a seconde nozze con il primo chitarrista della sua band Neil Giraldo, da cui ha avuto due figlie, Haley e Hana.
Nel corso degli anni ottanta è stata autrice di un considerevole numero di album e singoli di successo, tra cui Heartbreaker, Hit Me With Your Best Shot, You Better Run, Hell is For Children, e la cover di "Wuthering Heights", un pezzo di Kate Bush . Pat Benatar si è inizialmente costruita la reputazione di interprete di canzoni piuttosto “dure” incidendo un discreto numero di pezzi in cui il testo rappresentava metaforicamente i rapporti sentimentali come una specie di battaglia (per esempio "Invincible", "Hit Me With Your Best Shot", "Sex as a Weapon", "Fight it Out", e "Love is a Battlefield"), capace anche di affrontare temi scabrosi come gli abusi sull'infanzia ("Hell is for Children", "Suffer the Little Children"). Nel prosieguo della carriera il suo sound è andato progressivamente addolcendosi dall'hard rock degli inizi verso brani ricchi di suggestioni pop (come "Love is a Battlefield" e "We Belong"), con un'occasionale riuscita incursione nel blues rappresentata dall'album True Love.
Ha vinto quattro premi Grammy consecutivi per la "migliore interprete rock femminile" dal 1980 al 1983 ricevendo la nomination altre quattro volte nel 1985, 1986, 1988 e 1989.
Nel 2008 è stata introdotta nella Long Island Music Hall of Fame.

## La carriera

### In the Heat of the Night
Il primo singolo Heartbreaker viene pubblicato verso la fine del 1979 e ottiene un immediato successo, raggiungendo il 23º posto della classifica di vendita statunitense. In the Heat of the Night, il suo primo album, riscuote un successo anche maggiore e arriva al 12º posto, imponendo la Benatar come una nuova stella della scena rock. Il disco contiene tre cover: I Need a Lover di John Cougar Mellencamp, Rated X di Nick Gilder e Don't Let It Show degli Alan Parsons Project. È inoltre presente l'altro singolo di successo We Live for Love, che si piazza anch'esso tra i primi 30 della classifica.

### Crimes of Passion
Nell'agosto del 1980 Pat Benatar pubblica Crimes of Passion, il suo secondo album, che contiene "Hit Me with Your Best Shot", uno dei suoi brani più celebri, e la controversa "Hell is for Children" ispirata dalla lettura di una serie di articoli sul New York Times riguardo al fenomeno degli abusi sessuali sui bambini negli Stati Uniti. "Hit Me with Your Best Shot" è il primo suo singolo a entrare tra i primi dieci della classifica e vende oltre 4 milioni di copie nei soli States. Nel gennaio 1981 l'album raggiunge il 2º posto della classifica di vendita, dietro a Double Fantasy di John Lennon e Yōko Ono, e un mese più tardi la cantante vince il suo primo Grammy Award nella categoria Best Female Rock Vocal Performance. Dall'album vengono estratti anche i singoli "Treat Me Right" e "You Better Run" che a posteriori diventerà celebre perché il relativo video sarà il secondo a essere trasmesso da MTV subito dopo "Video Killed the Radio Star" dei Buggles. Crimes of Passion resta nelle classifiche di vendita statunitensi per ben 93 settimane.

### Precious Time
Il primo e al momento unico album di Pat Benatar ad arrivare al primo posto della classifica di vendita è Precious Time, pubblicato nell'agosto 1981. È anche il primo a entrare nella classifica del Regno Unito, dove raggiunge il 30º posto. "Fire and Ice", il primo singolo tratto dal disco, è un altro grande successo e procura a Pat Benatar il suo secondo Grammy Award, sempre nella categoria Best Female Rock Vocal Performance nel 1981.

### Get Nervous
Verso la fine del 1982 l'uscita del singolo "Shadows of the Night" preannuncia quella del nuovo album dal titolo Get Nervous. Il disco si rivela un nuovo grande successo e raggiunge il 4º posto della classifica statunitense mentre il singolo consente a Pat Benatar di conquistare nuovamente il Premio Grammy nella categoria "Best Female Rock Vocal Performance" per il 1982. Il video di accompagnamento di "Shadows of the Night", ambientato nella seconda guerra mondiale, vede la partecipazione dei due celebri attori, allora sconosciuti, Judge Reinhold e Bill Paxton nei ruoli di un copilota di aereo da caccia americano e un operatore radio tedesco rispettivamente.

### Live from Earth
Fino a questo momento Pat Benatar si era procurata la reputazione di interprete in grado di affrontare temi "forti", poiché un rilevante numero di suoi brani contenevano metafore battagliere. Il miglior esempio di questa sua attitudine è rappresentato da "Love Is a Battlefield", il più grande successo della sua carriera, pubblicato nel dicembre 1983. Le sue sonorità si erano progressivamente addolcite, passando dall'hard rock degli esordi ad atmosfere decisamente più pop. Questo mutamento si rivela comunque foriero di successi e il singolo raggiunge il 5º posto della classifica statunitense e resta in vetta a quella australiana per sette settimane. Il brano dona a Pat Benatar il quarto Premio Grammy consecutivo. "Love Is a Battlefield" viene inserito come inedito in Live From Earth, un album dal vivo che raggiunge il 13º posto della classifica di vendita statunitense.

### Tropico
L'album Tropico, pubblicato alla fine del 1984, è il primo di Pat Benatar che non riesce a entrare tra i primi 10 della classifica, raggiungendo soltanto il 14º posto. Dal disco viene però tratto il singolo di grande successo "We Belong" che si piazza tra i primi 5. "Ooh Ooh Song", il secondo singolo, raggiunge invece solo la 36ª posizione.

### Seven the Hard Way
Pat Benatar ritorna ai primi posti delle classifiche nel 1985 con il singolo "Invincible" che va al 10º posto mentre "Sex As a Weapon", il secondo singolo, va al 28º. Seven the Hard Way, l'album da cui sono tratti, raggiunge il 26º posto della classifica ottenendo il Disco d'Oro della RIAA. Fu il primo album che oltre a non contenere alcun brano scritto da lei, da poco diventata madre, non raggiunse il traguardo del disco di platino negli Stati Uniti.

### Wide Awake in Dreamland
Dopo un periodo di riflessione dedicato alla famiglia, nel 1988 ritorna in studio per questo album. "All Fired Up", il primo singolo tratto da quest'album scritto da Kerryn Tolhurst, ex-The Dingoes, entra tra i primi 20 delle classifiche britanniche e statunitensi e raggiunge il 2º posto di quella australiana, risultando uno dei più grandi successi del 1988 in quel paese.

### Gli anni Novanta
Con ormai alle spalle le vendite milionarie degli anni ottanta, nel corso del decennio Pat Benatar pubblica altri tre album:
- True Love, uscito nel 1991, è una digressione nel blues ed è realizzato con la collaborazione del complesso Roomful of Blues. L'album conquista il Disco d'Oro pur non godendo di alcun tipo di promozione radio e a dispetto di una limitatissima esposizione televisiva.
- Gravity's Rainbow, pubblicato nel 1993, rappresenta un ritorno a sonorità AOR. Il singolo "Everybody Lay Down" ottiene un discreto successo anche se non viene accompagnato da alcun videoclip. Dal disco viene tratto un altro singolo: "Somebody's Baby". Il programma prevedeva un terzo singolo dal titolo "Everytime I Fall Back", che avrebbe dovuto essere accompagnato da un video, ma il singolo non uscì mai e il girato video andò perduto quando la Chrysalis Records fu venduta alla EMI. In quel periodo Pat Benatar rimase incinta e questo potrebbe avere avuto il suo peso sullo scarso sostegno fornito all'album da parte della casa discografica. Gravity's Rainbow è il suo ultimo album per la Chrysalis records.
- "Innamorata" esce nel 1997 per la CMC International record. Pat Benatar gira anche un video per il singolo "Strawberry Wine (Life is Sweet)".

### Dal 2000 in poi
Pat Benatar pubblica un solo nuovo album uscito nel 2003: GO. L'album comprende il singolo benefico "Christmas in America", servito a raccogliere fondi per le vittime dell'attentato dell'11 settembre 2001. Le canzoni "Love is a Battlefield" e "Hit me with your best shot" furono inserite nella lista di "165 songs with questionable lyrics" che la "Clear Channel Communications" ritenne opportuno non trasmettere all'indomani degli attentati alle torri gemelle dell'11 settembre 2001.
Nel corso degli anni le varie case discografiche hanno pubblicato numerose raccolte di suoi grandi successi. Tra le più meritevoli di nota il Greatest Hits del 2005 e Pat Benatar Ultimate Collection del 2008.
Nell'estate del 2009 si reca in tour insieme con Blondie e i The Donnas e nel 2010 fa un tour insieme con i Reo Speedwagon.
Nel 2010 pubblica la sua autobiografia "Between a Heart and a Rock Place".

## La band

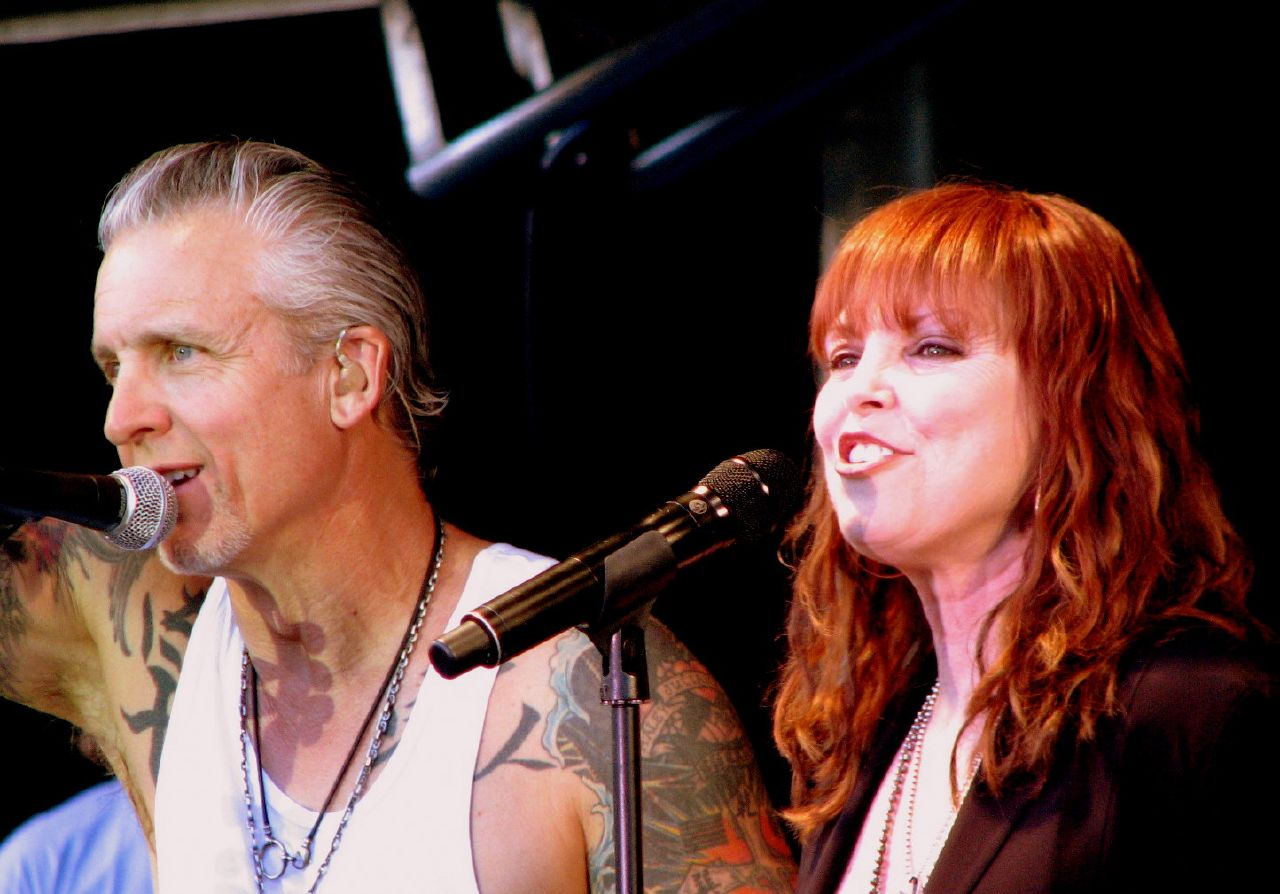
Pat Benatar durante un concerto del 2009 insieme con il suo chitarrista e marito Neil Giraldo.

Sebbene si sia sempre esibita come solista, Pat Benatar nel corso degli anni ha registrato i suoi album ed effettuato i tour con un certo numero di musicisti che sono rimasti fissi per la maggior parte della sua carriera, musicisti che hanno fornito un grande contributo nella stesura e nella produzione dei pezzi e che sono chiaramente riconoscibili in molte foto promozionali e nei video musicali.
- Neil Giraldo, talvolta erroneamente accreditato come “Geraldo” nei primi album, è il primo chitarrista della band e ha suonato in tutti gli album di Pat Benatar. Si è dedicato anche alle tastiere e all'armonica a bocca e figura spesso come autore e produttore dei brani.
- Myron Grombacher è stato il batterista in nove album oltre che autore di vari brani. La presenza di Myron è facilmente riconoscibile nei videoclip, specialmente in quello di "Get Nervous" in cui interpreta il dentista pazzo.
- Charlie Giordano ha suonato le tastiere in cinque album e si riconosce per il fatto che indossa sempre occhiali, berretti e abiti dalla tipica foggia anni '80.
- In origine il bassista della band fu Roger Capps, sostituito in "Tropico" da Donnie Nossov e da allora in poi da Frank Linx.
- Scott Sheets ha partecipato come chitarrista ai primi tre album.

## Discografia

### Album in studio
- 1979 - In the Heat of the Night
- 1980 - Crimes of Passion
- 1981 - Precious Time
- 1982 - Get Nervous
- 1983 - Live from Earth
- 1984 - Tropico
- 1985 - Seven the Hard Way
- 1988 - Wide Awake in Dreamland
- 1991 - True Love
- 1993 - Gravity's Rainbow
- 1997 - Innamorata
- 2003 - Go

### Raccolte
- 1987 - Best Shots
- 1999 - Synchronistic Wanderings: Recorded Anthology 1979-1999
- 2005 - Greatest Hits
- 2008 - Pat Benatar's Ultimate collection